# 鈴木寅彦
鈴木 寅彦（すずき とらひこ、1873年（明治6年）3月23日 - 1941年（昭和16年）9月18日は、日本の実業家、政治家。福島県士族。日本曹達社長、北海道瓦斯会長、東京瓦斯専務などを務め、衆議院議員当選5回。東京市政疑獄で有罪となったのち、第15代若松市長に就任。長女の隆子と岡田幸三郎の間に生まれた孫娘は順子と名づけられ、遠藤周作に嫁ぐ。

## 生涯
現在の福島県会津坂下町出身。父は旧会津藩士国井豊次郎で鈴木家の養子となる。福島師範学校に進学するも中退し、若松小学校の代用教員となる。2年後に退職し、檜原銀山事務員、上野駅改札係を務め、一時東海散士こと柴四朗の家に寄宿している。東京専門学校を卒業し、また日本大学にも在籍した。
鈴木は日本鉄道に入社し、日露戦争では主に東北地方の輸送で功績を挙げ戦後に叙勲を受けた。日本鉄道の国有化に伴う清算に発揮した手腕を認められ、多くの会社で役員として経営に携わる一方、1908年（明治41年）に衆議院議員に初当選し、政界に進出した。立憲民政党などに所属し、民政党の福島県支部長を務め、河野広中を経済的に援助した。
鈴木は東京瓦斯増資問題の解決を図り、東京市高級助役白上佑吉らに対する贈賄を行い、1933年（昭和8年）に有罪判決を受けた。その後1939年（昭和14年）に郷里の若松市に市長として迎えられる。日中戦争が拡大しつつあった時期にあたり、鈴木は鉄くず回収運動を行ったほか、若松商工会議所の認可が実施されたが、在任中に死去した。帝国鉄道協会理事、早稲田大学理事、稚松会賛助員。
経営に関与した会社
鈴木は上述の企業のほか東京乗合自動車専務、朝鮮鉄道専務、日清生命取締役、成田鉄道取締役を務め、他にも上毛モスリンなど数社の経営に携わっている。また同郷人で日曹コンツェルン創業者の中野友禮とつながりがあり、日本曹達社長、日本電炉工業取締役のほか日曹鉱業、九州曹達、日曹人絹パルプ（現興人）の相談役であった。